# كركنديات خفية
كركنديات خُفّية أو جراديات البحر الخُفّية(الاسم العلمي: Scyllaridae)، فصيلة قشريات بحرية من عشاريات الأرجل. وتتكون الفصيلة من 90 نوعًا، توجد في جميع البحار الدافئة.